# 马耳他直辖殖民地
馬爾他島及其附屬島嶼直轄殖民地（英語：Crown Colony of the Island of Malta and its Dependencies）通稱馬爾他直轄殖民地（Crown Colony of Malta）或馬爾他（Malta），是英國位於馬爾他的一塊殖民地。其前身為馬爾他保護國，1814年巴黎條約規定英國對其的管轄權。

## 早期歷史

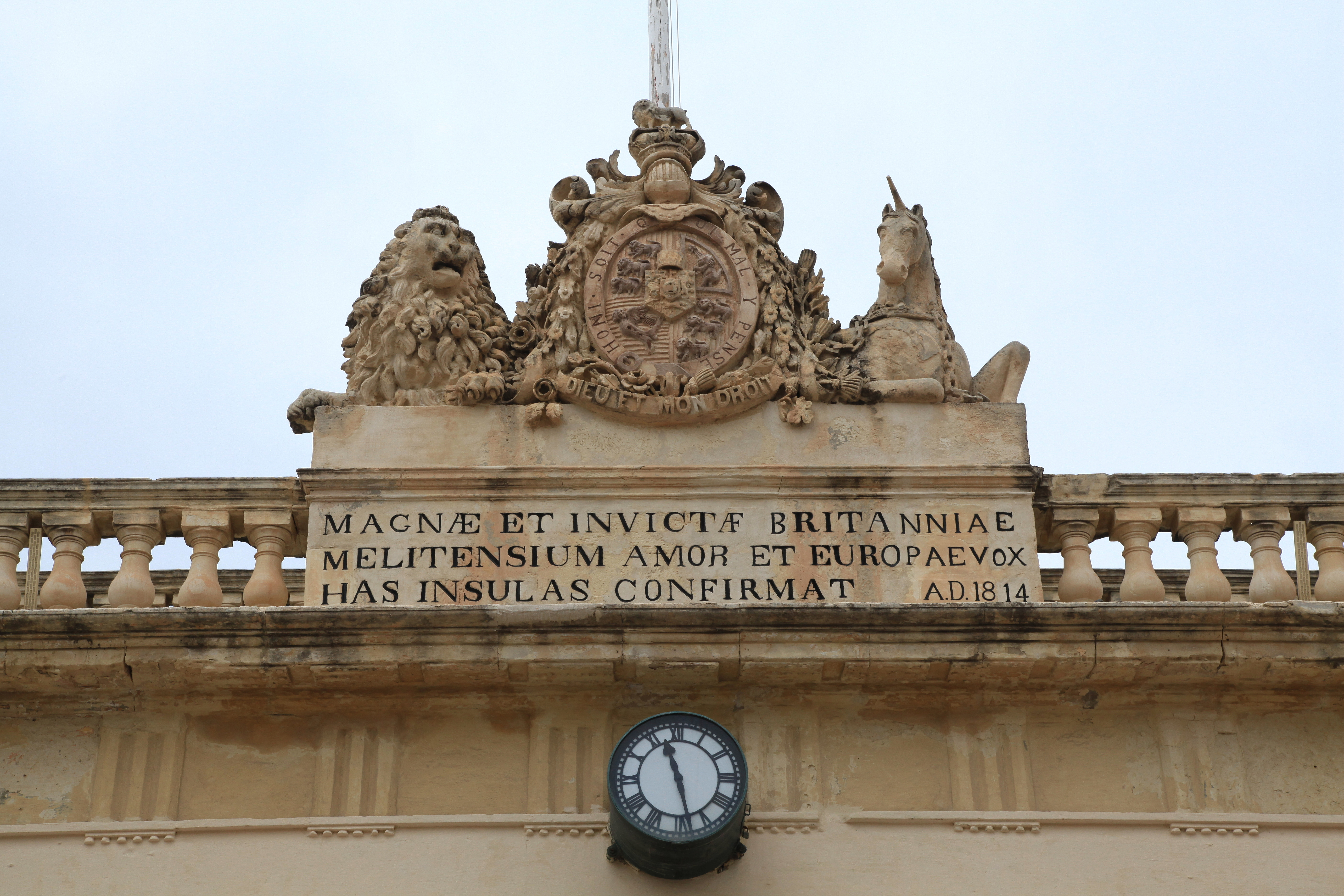
瓦莱塔主衛（瓦萊塔）建築上的英國標誌，該建築現在為總檢察長辦公室。

從1530年到1798年，馬爾他一直由醫院騎士團統治。醫院騎士團在第二次反法戰爭期間被法國擊敗，馬爾他被法國佔領。法馬爾他政府毀滅於當地人民的起義，之後英國介入。最後法國投降，馬爾他自願成為英國保護國。英國本應按照《亞眠和約》中的規定撤出馬爾他，但英國未執行，最終合約崩潰再次爆發戰爭。
1813年7月23日，托馬斯·梅特蘭被任命為馬爾他總督馬爾他總督。同年，馬爾他立憲。1814年《巴黎條約》確認了英國在馬爾他的統治地位，1815年維也納會議也重新確認。
1813年3月，一隻從亞歷山大出發，帶有瘟疫的英國商船從抵達馬爾他，馬爾他隨後也爆發鼠疫。疾病從瓦莱塔和格兰德港地區蔓延開來。1814年1月，瘟疫蔓延至哥佐島。到同年3月，哥佐島恢復正常。這場瘟疫總共造成4,486人死亡，佔當時馬爾他總人口的 4%。

## 十九世紀末二十世紀初

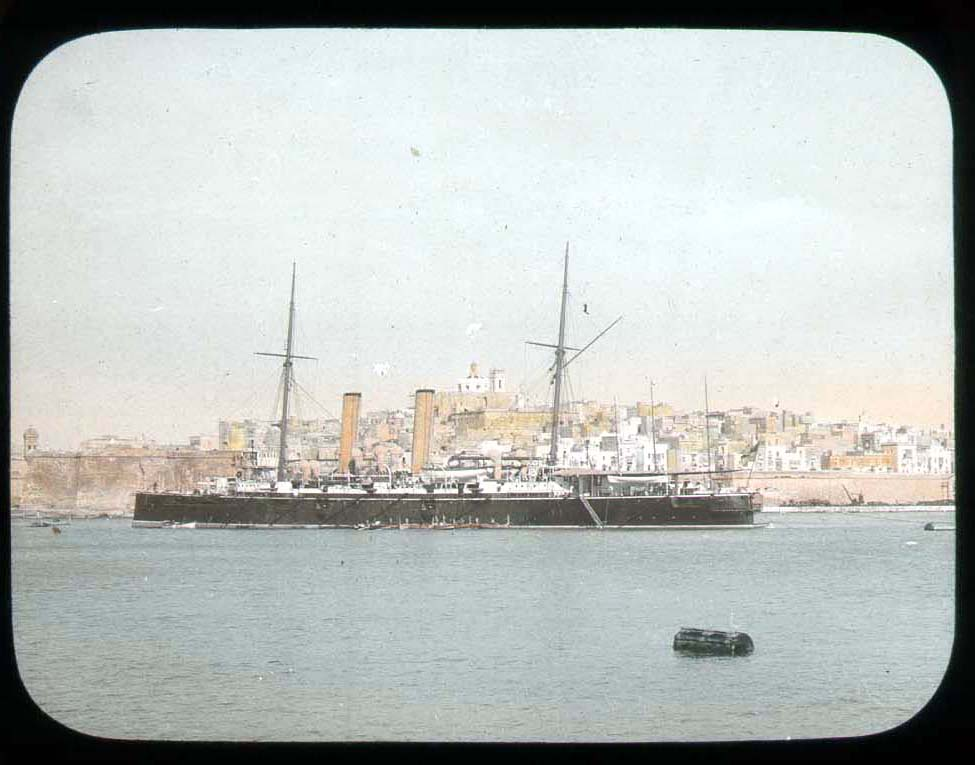
1896 年停泊在格兰德港的英国军舰

1825年，英鎊取代了馬爾他的其他貨幣，面值最低的硬幣是不定期鑄造的三分之一便士，最後一次鑄造是在1913年。其延續了馬耳他「格拉諾」的傳統，相當於十二分之一便士。儘管英鎊為法定貨幣，但其他地區的貨幣還是在馬爾他少量流通，最後一批斯庫迪在60多年後的1886年10月和11月被廢止。
希臘獨立戰爭期間，馬爾他成為了英法俄的重要海軍基地，尤其是在1827年的納瓦里諾海戰之後。當地經濟有所好轉，商業發展迅速，但1832年戰爭結束不久後，經濟又開始惡化。1828年，羅馬教廷發佈公告後，其庇護權被撤銷。三年後，馬爾他教廷從巴勒莫教廷地理。1839年，新聞審查被廢除，聖保羅代座堂開始興建。
1846年狂歡節騷亂之後，英國於1849年成立了民選政府。1870年，政府委員會中的神職人員進行了全民公投，並於1881年在英國治下成立了執行委員會；1887年，委員會被賦予英國治下的「雙重控制權」。1878年，皇家委員會羅塞爾-朱利安-基南在其報告中建議教育和司法系統英國化。1903年，随着英国统治下的政府委员会權利收縮，委員會出现了强烈反对。
馬爾他人直到1921年才實行地方自治。當地人有是會陷入極端貧困。因為人口太過密集，當地預算很大程度上依賴與英國的軍費開支，而英國軍費需要隨著戰爭局勢而變化。整个19世紀，英馬爾他政府實施了多項自由主義憲法改革 ，但這些改革普遍遭到教會和馬耳他菁英的抵制，他們更願意堅持封建特權。 馬爾他國民黨等政治組織相繼成立，他們普遍以保護馬爾他的義大利語為目標。
本世紀最後四分之一，馬爾他見證了「美好年代」。接下來幾年英埃銀行（1882年）和馬爾他鐵路（1883年）相繼开始运营。第一張正式郵票於1885年發行，1904年有軌電車開始運營。1886年，外科醫生戴維·布魯斯發現了馬爾他熱的微生物。1905年，地米斯托克勒斯·扎米特發現了馬爾他熱的病原。1912年，敦·卡姆·普塞拉用馬爾他語寫下了他的第一首詩。

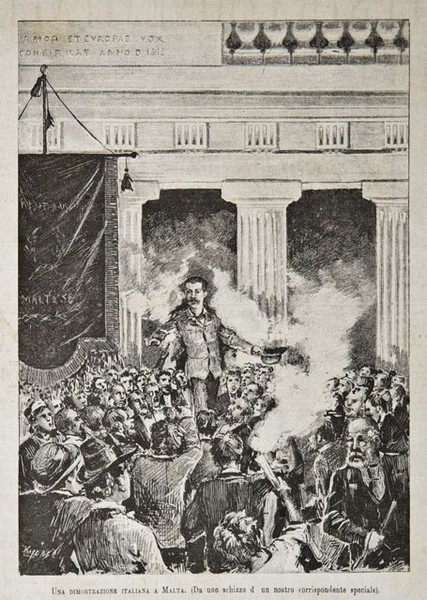
1883年主衛前的親義大利抗議活動
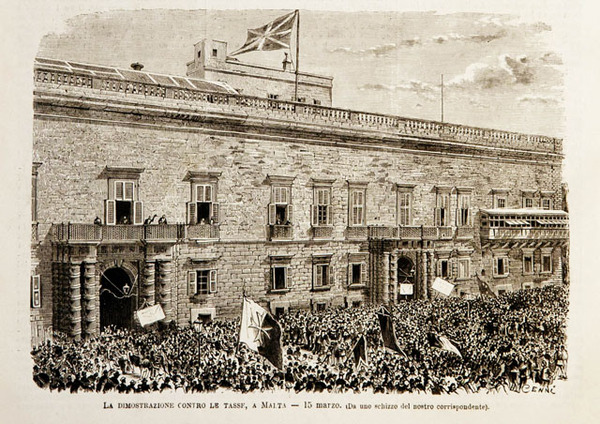
1880年代反對麵包稅的抗議
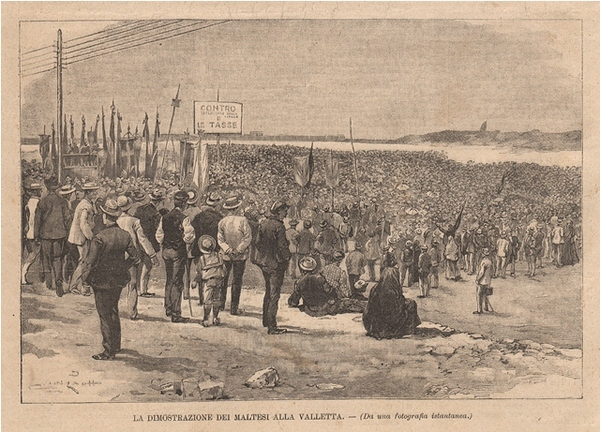
1880年代的反稅示威

## 兩次世界大戰期間
第一次世界大戰期間，因為有大量傷兵被轉送至馬爾他治療，馬爾他獲稱「地中海护士」 。
1919年，塞特·朱尼奧因面包价格过高而发生骚乱，叛亂後当地人在1920年代获得了更大的自治权。菲利波·西貝拉斯召集國民議會後於1921年獲得自治權。马耳他实行兩院制，設有參議院和立法議會。約瑟夫·霍華德馬爾他首相。1923年，《馬爾他頌》首次公開演奏，同年弗朗西斯科·布哈吉亞爾就任總理。之後烏戈·帕斯卡萊·米夫蘇德和傑拉爾德·斯特里克蘭分別於1924年和1927年就任總理。
20世紀30年代，马耳他政治精英、马耳他教会和英馬爾他政府之间的关系愈發不穩定。1921年憲法曾兩度被擱置，第一次是在1930年至1932年間，當時执政的立憲黨與教會發生衝突，教會隨後對該黨及其盟友的選民判處致命罪孽，阻礙立法。1933年，憲法再次因政府預算問題而被撤銷。馬耳他因此重新變為直轄殖民地。
在英國人來之前，義大利語是馬爾他數百年來的官方語言，但由於英語英國的統治，義大利語的地位下降了。1934年，英語和馬耳他語被宣佈為唯一的官方語言。當時馬爾他大約僅有15%的人口能流利的講義大利語。這意味著在58,000名符合年齡的男性陪審員中，僅有767人在語言上符合條件，因為之前法庭上只能使用義大利語。
1936年憲法進行了修訂，規定在英國統治下行政委員會成員的選舉；1939年憲法再次規定在英國統治下政府委員會由選舉產生。

## 第二次世界大戰與戰後

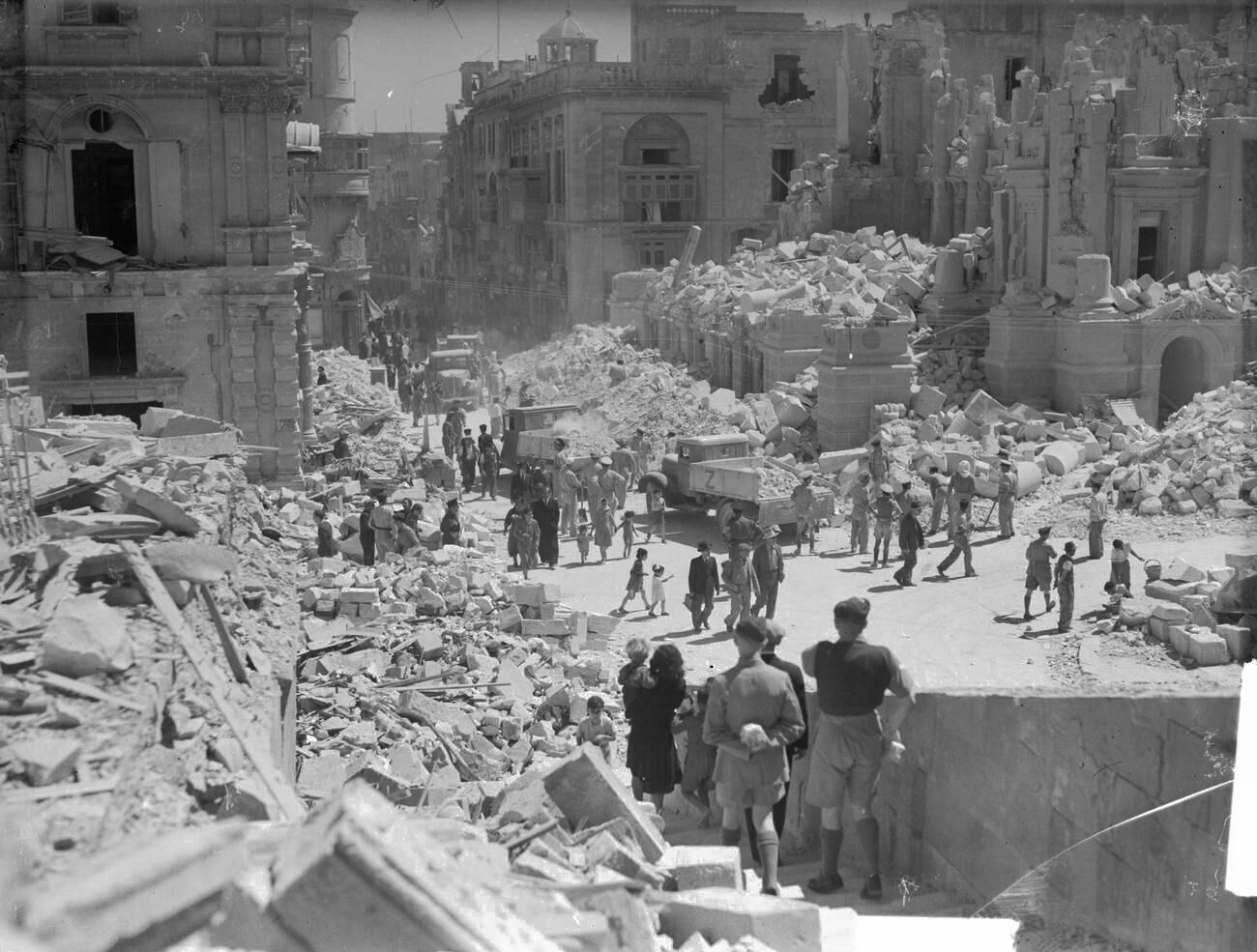
1942年5月1日瓦萊塔遭到嚴重轟炸的大街上的廢墟。

戰前，瓦萊塔是英國皇家海軍地中海艦隊總部所在地。尽管時任第一海軍大臣的溫斯頓·邱吉爾反對將指揮部遷往埃及亞歷山大，但由於這裡太容易受到空襲，指揮部還是於1937年4月遷往埃及。  1940年6月10日義大利宣戰時，马耳他驻军不足4000名士兵，且要为约30万人口提供五周的粮食供应。馬爾他的防空系統由三十四門「重型」、八門「輕型」和四架格鬥士戰鬥機組成，並配有三名飛行員。
作為英國屬地，馬爾他靠近軸心國義大利的西西里島和其他軸心國航道，因此總是受到義大利和德國空軍的轟炸。馬爾他還配有監聽站，用於竊聽德國包括恩尼格瑪密碼機在內的的無線電訊息。
軸心國對馬耳他的第一次空襲發生在1940年6月11日，當日軸心國發動了六次空襲。由於當時盧卡空軍基地尚未完工，島上的雙翼機無法起飛防禦，機場到第七次空襲時才完工。最開始義大利人的飛行高度約為5500米，然後下降到3000米以提高投彈的準確性。潘恩少校曾說「（敵機高度降低後）我們幾乎每隔一天就能擊落一兩架，所以他們就開始保持在六千米的高度，他們的轟炸從來就不怎麼精準。當他們飛越馬爾他時，梅布爾·斯特里克蘭就會說『義大利人不喜歡格鬥士戰鬥機和我們的高射炮，所以他們在離馬爾他二十英里遠的地方投下炸彈就返航回去了。』」
八月底，馬爾他英國駐軍得到了十二架通過皇家海軍百眼巨人號航空母艦運抵的颶風戰鬥機的增援。在最初五個月的戰鬥中，馬爾他駐軍擊落或擊傷了大約三十架義大利飛機。義大利戰鬥機飛行員弗朗西斯科·卡瓦萊拉評論道：「馬爾他對我們來說確實是個大問題——防禦非常嚴密」。
從戰爭開始到1941年12月，馬爾他已有330人喪生297人重傷。1941年1月，德國X航空隊抵達西西里島，同時德國非洲軍抵达利比亞。在接下來的四個月裡，德國持續猛攻，共有820人死亡、915人重傷。
1942年4月15日，英王喬治六世授予「馬爾他島要塞及其人民和捍衛者」喬治十字勳章。1943年12月8日富蘭克林·羅斯福抵達馬爾他，並代表美國人民向馬爾他人民頒發了美國總統嘉獎令。他於12月8日提交了該捲軸，但出於象徵性的原因將其日期定為12月7日。嘉獎令部分內容如下：「在天空的反复炮火下，馬爾他孤身一人，無所畏懼地站在海的中央，黑暗中的一縷微光——更美好日子的希望的燈塔。」完整的引文現在位於瓦萊塔鎮廣場共和國街大師宮牆上的一塊牌匾上。
1942年，參加了八月中旬之戰的艦隊抵达格兰德港，隔年富蘭克林·羅斯福和溫斯頓·邱吉爾訪問了馬耳他。喬治六世國王也抵達格蘭德港進行訪問。
第二次世界大戰期間，烏戈·帕斯誇萊·米夫蘇德和喬治·博格·奧利維爾是馬爾他議會僅存的民族黨議員。 烏戈·米夫蘇德在對恩里科·米齊和其他49名被指控從事親義大利政治活動的馬爾他義大利人被送到烏干達集中營嚴刑拷打，幾天後他去世了。
1943年，盟軍從馬爾他入侵西西里島。同年卡西比爾停戰後，義大利艦隊在馬爾他向盟軍投降。1945年，邱吉爾和羅斯福在雅爾塔會議之前與約瑟夫·史達林在馬爾他會面。
1946年國民議會通過了1947年憲法，恢復了地方自治，保羅·博法就任馬爾他第五任總理。

## 從地方自治到獨立

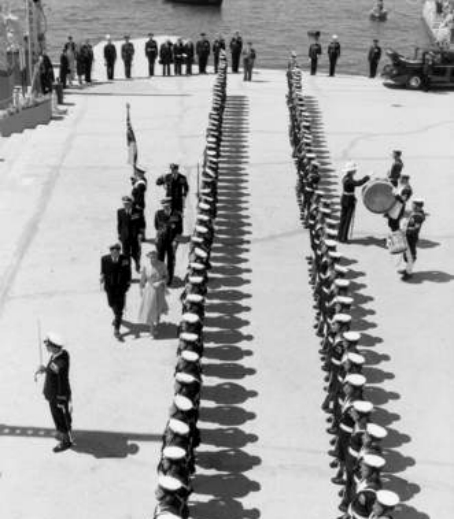
1954年英國女王伊莉莎白二世訪問英國哈爾法爾空軍基地

1943年之前的非政府旗幟
馬爾他國旗（1943）

二戰後，馬爾他實現了地方自治，馬爾他工黨領袖多姆·明托夫尋求併入英國或自決命運，而喬治·博熱·奧利維爾領導的國民黨則主張獨立，並爭取與加拿大、澳大利亞和紐西蘭享有同樣的自治領地位。同時，1948年科孚海峽事件件後，英國於1949年簽署北大西洋公約並加入北約。
1952年伊莉莎白二世女王即位後，1955年12月在倫敦舉行了一次圓桌會議，討論爾他的未來，新任總理多姆·明托夫、博里奇·奧利維爾和其他馬爾他政治家以及英國殖民地事務大臣艾倫·倫諾克斯-博伊德出席了會議。會議後英國政府同意為馬爾他在下議院提供三個席位。此外，內政部將從殖民部接管馬爾他事務的責任。根據會議中的提議，馬爾他議會還將保留除國防、外交政策和稅收之外的所有事務的責任。馬爾他人也應與英國保持社會和經濟平等，並得到馬爾他群島主要就業來源英國國防部的保證。

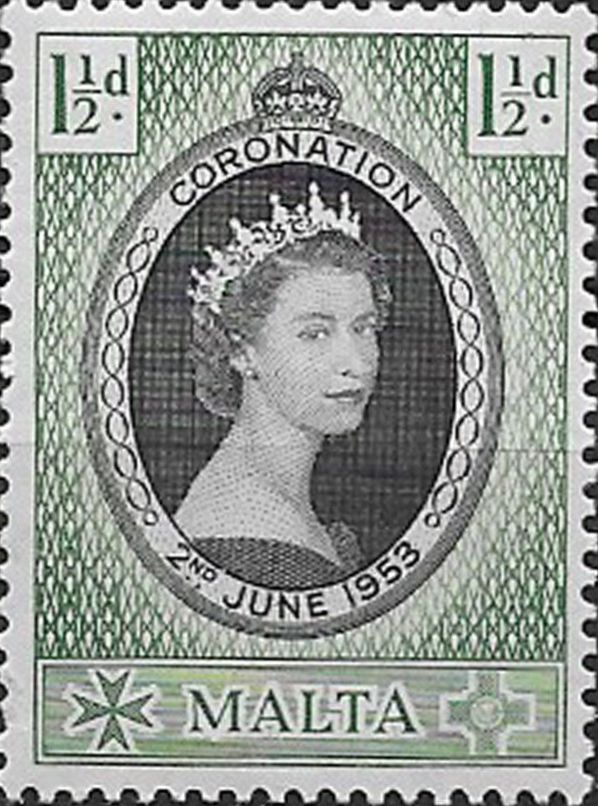
1953年馬爾他郵票，上印有伊莉莎白二世的肖像

1956年2月11日至12日舉行的合併公投中，77.02%的選民贊成該與英國合併，但由於國民黨的抵制，只有59.13%的選民登記投票，合併案並未成功。
英國議員也擔心，馬爾他在威斯敏斯特的代表權將為其他殖民地樹立先例，並影響大選結果。
此外，馬爾他對皇家海軍的戰略意義下降意味著英國政府越來越不願意維持軍用造船廠的費用。在海軍部決定解僱造船廠的40名工人後，明托夫宣稱「馬爾他人民在議會中的代表宣布他們不再受英國政府的協議和義務的約束」（1958年卡拉瓦喬事件）。殖民地大臣致函明托夫，表示他魯莽地執行了合併案。
在抗議下，明托夫辭去總理職務，博里奇·奧利維爾則拒絕組成臨時政府。這導致馬爾他第二次受到直接受到英國管理，人民黨放棄支持合併轉為主張獨立。1959年，臨時憲法規定在英國治下設立執行委員會。
雖然法國在其殖民地（如海外省）實施了類似的政策，但英國與馬爾他事個獨特的例外。馬爾他是唯一認真考慮與英國合併的英國殖民地，隨後的英國政府也放棄了對直布罗陀等剩餘海外領土的合併。

1961年，不信任委員會制定了新憲法，馬爾他擁有了一定程度的自治。斯托爾珀報告發表後的第二年，喬治·博熱·奧利維爾就任總理。1964年9月21日馬爾他獨立。

19世紀馬爾他國旗
（1875–1898）
（1898–1923）
（1923–1943）
（1943–1964）

- 1943年之前的非政府旗幟
- 馬爾他國旗（1943）

## 備註
1. ↑  之後於1949年廢除
2. ↑  原文

1. ↑  直到1934